# Associação Portuguesa de Desportos
|  | No s'ha de confondre amb Associação Atlética Portuguesa (Santos) o Associação Atlética Portuguesa (RJ). |

L'Associação Portuguesa de Desportos és un club de futbol brasiler de la ciutat de São Paulo a l'estat de São Paulo. També té secció d'hoquei patins.

## Història
El 14 d'agost de 1920, cinc clubs paulistes que representaven la comunitat portuguesa de la ciutat (Lusíadas Futebol Club, Portugal Marinhense, Associação Cinco d'Outubro, Associação Atlética Marquês de Pombal i Esporte Club Lusitano) es reuniren a una sala de la Câmara Portuguesa de Comércio per unir-se, fundant l'Associação Portuguesa de Esportes, i escollint els colors de la bandera de Portugal: el verd i el vermell.
El 1940, el club canvià el seu nom per l'actual Associação Portuguesa de Desportos.
El 1956, la Portuguesa comprà l'estadi Canindé al São Paulo.

## Palmarès
- 3 Campionat paulista: 1935, 1936, 1973
- 2 Torneig Rio-São Paulo: 1952, 1955

## Entrenadors destacats
- Aymoré Moreira
- Candinho
- Conrado Ross
- Otto Glória

## Jugadors destacats
| - Alex Alves - Batatais - Brandão - Brandãozinho - Clemer - Dener |  | - Djalma Santos - Edu Marangon - Eneas - Félix - Ipojucan - Ivair |  | - Julinho - Leandro Amaral - Luís Pereira - Nena - Nininho - Pinga |  | - Rodolfo Rodríguez - Rodrigo Fabri - Servílio - Zé Maria Rodrigues - Zé Maria Ferreira |

## Evolució de l'uniforme
| 1920 | 1923 | - | actual |